# Matt Keeslar

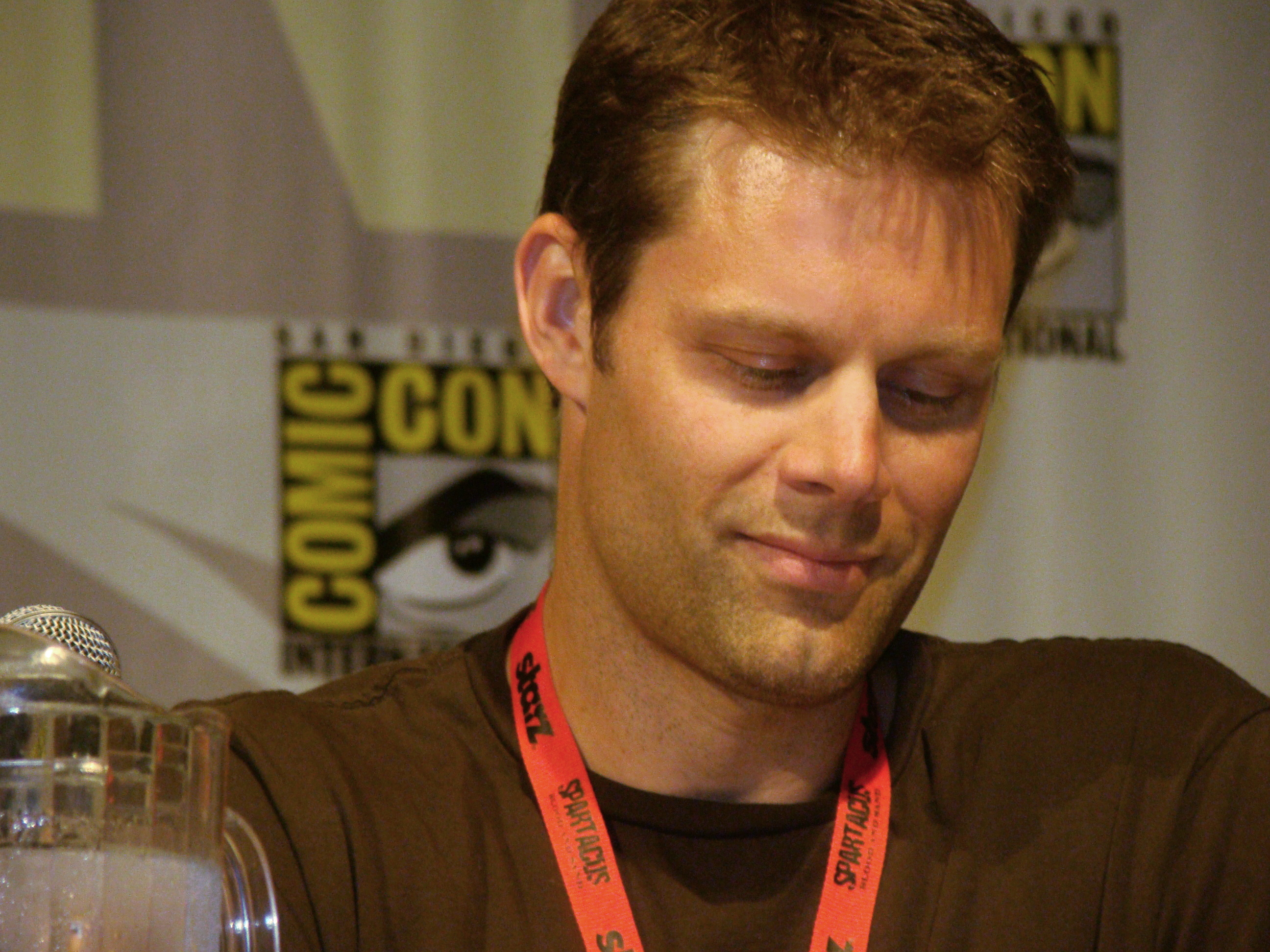
Matt Keeslar (auf der ComicCon 2009)

Matthew Keeslar (* 15. Oktober 1972 in Grand Rapids, Michigan) ist ein US-amerikanischer Schauspieler in Film, Fernsehen und Theater. Bekannt wurde er vor allem durch seine Rollen in Filmproduktionen wie Safe Passage, Das Land meiner Liebe, The Last Days of Disco, Dune – Der Wüstenplanet oder Stephen Kings Haus der Verdammnis.

## Leben und Karriere
Matt Keeslar wurde 1972 in Grand Rapids im Bundesstaat Michigan geboren. Er absolvierte die Adrian High School im Jahr 1991 und zog anschließend von Michigan nach New York, um an der Juilliard School of Drama teilzunehmen. Trotz seiner Liebe zum Theater gab er in der Zwischenzeit 1994 auch sein Spielfilmdebüt als Schauspieler in Robert Redfords Filmdrama Quiz Show. Da die Juilliard School ihren Absolventen in Bezug auf Arbeitsbedingungen außerhalb der Schule strenge Regeln auferlegt, verließ Keeslar Juilliard nach seinem dritten Jahr, um sich in der Hauptsache einer Karriere im Filmgeschäft widmen zu können.
Keeslar spielte in den 1990er Jahren unter anderem Rollen in Robert Allan Ackermans Produktion Safe Passage, in Peter Yates’ romantischem Drama Das Land meiner Liebe neben Albert Finney, in Stanley Tongs Komödie Mr. Magoo an der Seite von Leslie Nielsen, in Whit Stillmans Musikfilm The Last Days of Disco in dem Ensemble Chloë Sevigny, Kate Beckinsale und Chris Eigeman.
In den 2000er Jahren sah man ihn auch in anspruchsvollen Fernsehminiserien wie der Science Fiction Verfilmung Dune – Der Wüstenplanet als Feyd-Rautha Harkonnen oder in der Horrorreihe Stephen Kings Haus der Verdammnis als Steve Rimbauer an der Seite von Nancy Travis und Kimberly J. Brown. Auf der Leinwand wirkte er 2000 in Wes Cravens drittem Teil Scream 3 der populären Scream-Reihe mit. 2006 verkörperte er den Jonah in Terry Zwigoffs Komödie Art School Confidential. In Cold Storage im Jahr 2009 spielte er bislang seine letzte Rolle im Kino.
Zu seinen zahlreichen Fernsehauftritten zählen zwischen 1995 und 2010 Auftritte in Episoden von namhaften Fernsehserien, darunter: Law & Order (1998), The Inside (2005), Ghost Whisperer – Stimmen aus dem Jenseits (2006), Criminal Intent – Verbrechen im Visier (2006), Numbers – Die Logik des Verbrechens (2006), Dollhouse (2009) oder Leverage (2010).
Matt Keeslars Film- und Fernsehkarriere umfasst mehr als 40 internationale Kino- und Fernsehfilme sowie Fernsehserien. Außerhalb seiner Filmkarriere etablierte sich eine feste Zusammenarbeit mit dem South Coast Repertory in Costa Mesa in Kalifornien, wo er in Bühnenstücken auftrat und Theaterlesungen veranstaltete.
Matt Keeslar beendete seine Tätigkeit in Film und Fernsehen im Jahr 2010 weitestgehend zu Gunsten einer Karriere in der Wissenschaft. Sein Biologiestudium am Reed College schloss er im Mai 2014 mit einer Diplomarbeit ab, die die Auswirkungen von Anti-Malariamitteln auf Gehirne von Fröschen erforscht. Er arbeitet mittlerweile an der Oregon Health & Science University (Stand: Februar 2021).
Seit 2005 ist er mit Lori Henriques verheiratet.

## Filmografie (Auswahl)

### Kino
- 1994: Mr. Bill (Renaissance Man)
- 1994: Quiz Show – Der Skandal (Quiz Show)
- 1994: Safe Passage
- 1995: Stürmische Begegnung (The Run of the Country)
- 1996: Eine Familie zum Kotzen (The Stupids)
- 1996: Wenn Guffman kommt (Waiting for Guffman)
- 1997: The Deli
- 1997: Mr. Magoo
- 1998: Jackpot – Krach in Atlantic City (Sour Grapes)
- 1998: The Last Days of Disco
- 1999: City, Friends & Sex (Splendor)
- 2000: Psycho Beach Party
- 2000: Urbania
- 2000: Scream 3
- 2000: Íslenski draumurinn
- 2001: Texas Rangers
- 2004: Arnie Allmächtig (Thank Heaven)
- 2005: In Memory of My Father
- 2006: Open Window
- 2006: Art School Confidential
- 2006: Twilight Thirst (The Thirst)
- 2007: Jekyll
- 2009: Cold Storage

### Fernsehen
- 1995: Endstation Sehnsucht (A Streetcar Named Desire) (Fernsehfilm)
- 1996: Dan und Jane: Unser Traum besiegt die Angst (A Brother's Promise: The Dan Jansen Story) (Fernsehfilm)
- 1998: Thanks of a Grateful Nation (Fernsehfilm)
- 1998: Law & Order (Fernsehserie, eine Episode)
- 1999: 40 Meilen Abenteuer (Durango) (Fernsehfilm)
- 2000: Dune – Der Wüstenplanet (Dune) (Fernsehminiserie)
- 2002: Untitled Secret Service Project (Fernsehfilm)
- 2002: Stephen Kings Haus der Verdammnis (Rose Red) (Fernsehminiserie)
- 2002: Live aus Bagdad (Live from Baghdad) (Fernsehfilm)
- 2005: The Inside (Fernsehserie, eine Episode)
- 2006: Ghost Whisperer – Stimmen aus dem Jenseits (Fernsehserie, eine Episode)
- 2006: Masters of Horror (Fernsehserie, eine Episode)
- 2006: Criminal Intent – Verbrechen im Visier (Fernsehserie, eine Episode)
- 2006: Numbers – Die Logik des Verbrechens (Fernsehserie, eine Episode)
- 2007: Die Schneekugel (Snowglobe, Fernsehfilm)
- 2008: The Governor’s Wife (Fernsehfilm)
- 2008: The Middleman (Fernsehserie, zwölf Episoden)
- 2009: Dollhouse (Fernsehserie, eine Episode)
- 2010: Leverage (Fernsehserie, eine Episode)
- 2015: Grimm (Fernsehserie, eine Episode)

### Kurzfilm
- 1999: The Reel